# (19384) Winton
(19384) Winton ist ein Asteroid des inneren Hauptgürtels, der am 6. Februar 1998 von dem tschechischen Astronomenehepaar Jana Tichá und Miloš Tichý am Kleť-Observatorium (IAU-Code 046) bei Český Krumlov entdeckt wurde.
Mittlere Sonnenentfernung (große Halbachse), Exzentrizität und Neigung der Bahnebene des Asteroiden ähneln den Bahndaten der Mitglieder der Flora-Familie, einer großen Gruppe von Asteroiden, die nach (8) Flora benannt ist. Asteroiden dieser Familie bewegen sich in einer Bahnresonanz von 4:9 mit dem Planeten Mars um die Sonne. Die Gruppe wird auch Ariadne-Familie genannt, nach dem Asteroiden (43) Ariadne.
(19384) Winton wurde am 5. Juli 2001 nach Nicholas Winton (1909–2015) benannt, einem englischen Broker, der jüdisch-tschechische Kinder vor dem Holocaust rettete.